# Santa Eulalia de Vigil
Santa Eulalia de Vigil (en asturiano y oficialmente Santolaya de Vixil) es una parroquia del concejo de Siero, en el Principado de Asturias (España). Alberga una población de 176 habitantes (INE 2011) en 105 viviendas. Ocupa una extensión de 4,27 km².
Está situada en la zona central del concejo, a 2 km de la capital del mismo, Pola de Siero. Limita al noroeste con la parroquia de Pola de Siero; al norte, con las de Marcenado y Aramil; al noroeste, con la de Feleches; al este con la de Traspando; al sureste, con la de Santa Marta Carbayín; y al sur y al oeste con la de Valdesoto.

## Poblaciones
Según el nomenclátor de 2011 la parroquia está formada por las poblaciones de:
- Vigil (Santolaya en asturiano) (lugar): 176 habitantes.